# Sofi Marinova
Sofi Marinova (Bulgaars: Софи Маринова Каменова), volledige naam Sofiya Marinova Kamenova, (Sofia, 5 december 1975) is een Bulgaars zangeres. Ze is van Romani komaf en heeft één zoon genaamd Lorenzo.

## Biografie
Marinova nam deel aan Bylgarskata pesen za Evroviziya 2012, de Bulgaarse voorronde van het Eurovisiesongfestival van dat jaar. Met het nummer Love unlimited won ze de nationale preselectie, waardoor ze Bulgarije mocht vertegenwoordigen op het Eurovisiesongfestival 2012, dat in mei werd gehouden in de Azerbeidzjaanse hoofdstad Bakoe. Marinova strandde echter in de halve finale, waar ze met de elfde plaats net de finale miste.
2005: Kaffe · 
2006: Mariana Popova · 
2007: Elitsa Todorova & Stojan Jankoelov · 
2008: Deep Zone & Balthazar · 
2009: Krassimir Avramov · 
2010: Miro · 
2011: Poli Genova · 
2012: Sofi Marinova · 
2013: Elitsa Todorova & Stojan Jankoelov · 
2016: Poli Genova · 
2017: Kristian Kostov · 
2018: Equinox · 
2021: Victoria · 
2022: Intelligent Music Project